# 让·帕特里
让·帕特里（法語：Jean Patry，1996年12月27日—），生于蒙彼利埃，法国男子排球运动员。他曾代表法国国家队参加2020年夏季奥林匹克运动会男子排球比赛，获得金牌。2024年在家鄉與國家隊奪得巴黎奧運會金牌。

## 授勳
- 2021：  法國榮譽軍團勳章騎士[3]
- 2024：  法國國家功績勳章軍官級